# Пробач, дівчинко
«Пробач, дівчинко» (англ. Sorry, Baby) — американський трагікомедійний кінофільм 2025 року, режисерський і сценарний дебют Єви Віктор. Головні ролі виконали сама Віктор, Наомі Акі та Лукас Геджес.
Прем'єра фільму відбулась 27 січня 2025 року на кінофестивалі «Санденс», де критики оцінили фільм вкрай високо, а Єва Віктор була нагороджена призом за найкращий сценарій. В український прокат фільм вийде 2 жовтня 2025 року.

## Сюжет
Агнес — професор літератури в університеті вільних мистецтв на околицях Нової Англії. В студентські часи професор літератури Престон Деккер сексуально домагається її, в результаті ґвалтуючи. Через багато років цей травматичний досвід не перестає впливати на життя Агнес, яка живе на самоті з котом, якого взяла з вулиці, та підтримує інтимні стосунки з інтровертним сусідом Гевіном…

## У ролях
- Єва Віктор — Агнес
- Наомі Акі — Ліді
- Лукас Геджес — Гевін
- Луїс Канселмі — професор Престон Деккер
- Келлі Маккормак — Наташа
- Джон Керролл Лінч — Піт
- Еттьєн Пак — Елеанор Вінстон
- Е. Р. Файтмастер — Френ
- Коді Райс — Девін
- Джордан Мендоса — Логан

## Створення

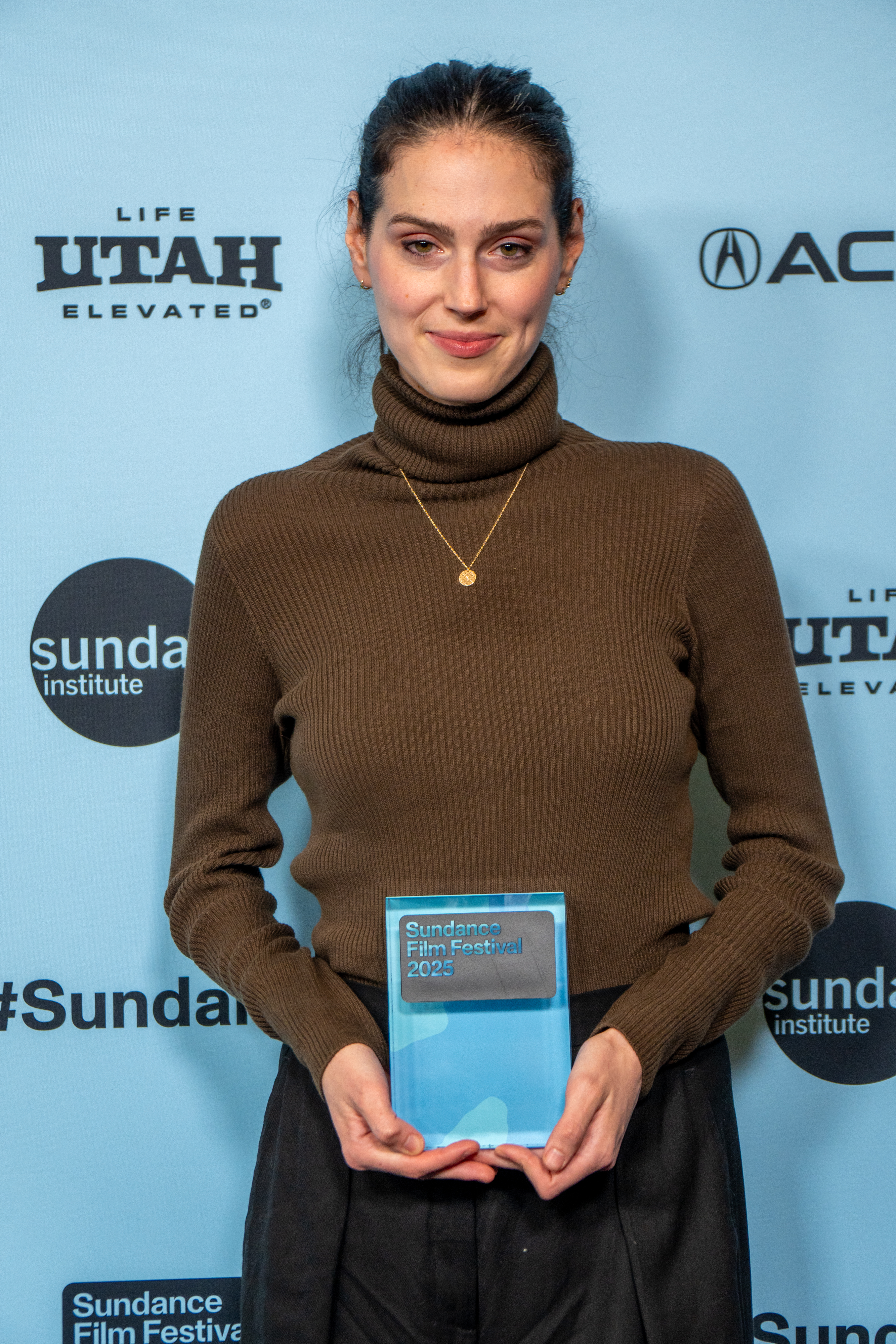
Єва Віктор зі своїм призом за найкращий сценарій кінофестивалю «Санденс», січень 2025 року

Сценарій до фільму був написаний Євою Віктор в усамітненій хатині в штаті Мен під час пандемії коронавірусної хвороби, коли авторка перебувала в стані депресії. «Сценарій перебував у моїй голові так довго, що здавалось, ніби він проривається назовні» — казала Віктор. Фільм є частково автобіографічним — Віктор пережила сексуальне насилля, тому робота над стрічкою була для неї емоційно важкою.
У 2023 році режисер Баррі Дженкінс побачив в Інтернеті комічні відео, які створювала Віктор для соціальної мережі Twitter. Дженкінс зв'язався з Віктор і запропонував їй надіслати в його кінокомпанію Pastel бажаний сценарій її авторства, яким став «Пробач, дівчинко». «Ваші відео і є режисура. Ви просто не знаєте про це» — казав Дженкінс.
Лукас Геджес, прочитавши сценарій, одразу ж відзначив унікальність фільму, який працює в тому ж напрямку, що й «Манчестер біля моря» Кеннета Лонергана. Оскільки протагоністка фільму — професор літератури, сценарій наповнений численними відсиланнями до літературної класики: «Лоліти» Володимира Набокова, «До маяка» Вірджинії Вульф, «Проти інтерпретації» Сьюзен Зонтаґ. Великим джерелом натхнення у створенні фільму була драма Келлі Райкарт «Декілька жінок».
Перед початком фільмування дебютантка в режисурі Єва Віктор спостерігала за роботою режисерки Джейн Шенбрун на майданчику фільму жахів «Я бачив світло телевізора». Знімальний процес тривав 24 дні в березні 2024 року в місті Іпсвіч, штат Массачусетс.

## Сприйняття
Після показу фільму на кінофестивалі «Санденс» критики вкрай захоплено відгукувались про нього, а Єва Віктор була нагороджена призом за найкращий сценарій. «„Пробач, дівчинко“ — фільм з травмою в епіцентрі сюжету, проте це не драма про травму. Цей фільм про життя з такою травмою, про його продовження, попри все. … Це справді видатний витвір мистецтва — від початку до кінця» — писав Девід Фір (Rolling Stone). Натепер рейтинг фільму на Metacritic — 89 %, на Rotten Tomatoes — 96 %.
Сама Єва Віктор казала, що вона не відносить свій фільм до жодного жанру: «Я розумію, чому жанри існують і сама люблю жанрові твори, проте вважаю, що цей фільм мандрує в діапазоні драми і комедії. Тільки не називайте його „травмедією“». За словами режисерки, її метою було створити фільм про намагання зцілитись, про те, що в найважчі часи любов рятує.